# Filippo Randazzo (Leichtathlet)
Filippo Randazzo (* 27. April 1996 in Caltagirone) ist ein italienischer Leichtathlet, der sich auf den Weitsprung spezialisiert hat.

## Leben
Filippo Randazzo, der auf Sizilien geboren wurde, wuchs in der Stadt San Cono auf. Im Alter von 14 Jahren begann er in der Stadt Valguarnera Caropepe mit dem Leichtathletiktraining, nachdem ihm ein großes Sprungtalent attestiert wurde. Zunächst trainierte er bis 2018 bei Carmelo Giarrizzo, bevor er anschließend in die Hauptstadt Rom zog, um dort unter der Anleitung von Andrea Matarazzo weiter zu trainieren. Randazzo ist fußballbegeistert und ein Anhänger von Juventus Turin.

## Sportliche Laufbahn
2012 nahm Randazzo erstmals an italienischen Jugendmeisterschaften teil. Im September trat er bei den U18-Meisterschaften an, bei denen er im Weitsprung Fünfter und im Dreisprung Sechster wurde. Ein Jahr später konnte er im Weitsprung an den U18-Weltmeisterschaften in Donezk teilnehmen. Dabei erreichte er das Finale, in dem er mit 7,29 m den zehnten Platz belegte. Im Oktober verbesserte er sich bei den italienischen U18-Meisterschaften auf 7,56 m, womit er den Titel gewann. 2014 konnte er sich zwar etwas steigern, schied allerdings bei den U20-Weltmeisterschaften in Eugene in der Qualifikation aus, wobei er deutlich hinter seiner Bestleistung aus dem Jahr von 7,60 m zurückblieb. Mit 7,06 m landete er nach der Qualifikation auf dem 22. Platz. 2015 gewann er erstmals bei den Italienischen Meisterschaften der Erwachsenen und nahm zudem an den U20-Europameisterschaften in Eskilstuna teil. Dabei zog er in das Finale ein, in dem ihm die Verbesserung der Bestleistung auf 7,74 m gelang, die ihm die Bronzemedaille verschafften.
2016 gewann er mit 7,75 m die Bronzemedaille bei den U23-Mittelmeermeisterschaften in Tunis, wenngleich er die gesamte Saison über von einer Muskelverletzung geplagt wurde. Die Saison 2017 begann für Randazzo mit seinem ersten Sprung über 8 Meter. Bei den Italienischen Hallenmeisterschaften im Februar kam er auf 8,05 m, mit denen er die Silbermedaille gewann. Die Weite steht seitdem als seine Hallenbestleistung zu Buche. Einen Monat später ging er bei den Halleneuropameisterschaften in Belgrad an den Start. Dabei gelang ihm der Einzug in das Finale, in dem er auf 7,77 m kam, die den siebten Platz bedeuteten. Im Juli startete er dann bei den U23-Europameisterschaften in Bydgoszcz. dort gelang ihm in der Qualifikation nun auch in der Freiluft der erste Wettkampfsprung über 8 Meter. Im Finale blieb er knapp unter acht Meter, gewann aber dennoch die Silbermedaille. Einen Monat später startete er bei der Universiade in Taipeh. Auch dort zog er in das Finale ein, in dem er auf den siebten Platz kam. 2018 konnte er nicht in die Nähe seiner Bestleistung vordringen. Erst im August 2019 gelang ihm eine Verbesserung auf 8,07 m. 2020 sprang er im Juli, im ersten Wettkampf nach des aufgrund der COVID-19-Pandemie verhängten Lockdowns persönliche Bestleistung von 8,12 m. Ein Jahr darauf gelang ihm die Qualifikation für die Olympischen Sommerspiele in Tokio. Durch seine zweitbeste Saisonleistung von 8,10 m m in der Qualifikation erreichte er das Finale, das er schließlich auf dem achten Platz beendete.
Im Frühjahr 2022 startete Randazzo bei den Hallenweltmeisterschaften in Belgrad. Dabei sprang er bei seinem weitesten Sprung auf 7,74 m, womit er als Zwölfter nur die beiden Athleten aus Kuba und Japan hinter sich ließ, die keine gültige Weite zustande brachten.
Bislang wurde Randazzo insgesamt sieben Mal Italienischer Meister (2015, 2017–2021, 2023).

## Wichtige Wettbewerbe
| Jahr                | Veranstaltung               | Ort                 | Platz               | Disziplin           | Weite               |
| Startet für Italien | Startet für Italien         | Startet für Italien | Startet für Italien | Startet für Italien | Startet für Italien |
| ------------------- | --------------------------- | ------------------- | ------------------- | ------------------- | ------------------- |
| 2013                | Jugendweltmeisterschaften   | Donezk              | 10.                 | Weitsprung          | 7,29 m              |
| 2014                | U20-Weltmeisterschaften     | Eugene              | 22.                 | Weitsprung          | 7,06 m              |
| 2015                | U20-Europameisterschaften   | Eskilstuna          | 3.                  | Weitsprung          | 7,74 m              |
| 2017                | Halleneuropameisterschaften | Belgrad             | 7.                  | Weitsprung          | 7,77 m              |
| 2017                | U23-Europameisterschaften   | Bydgoszcz           | 2.                  | Weitsprung          | 7,98 m              |
| 2017                | Universiade                 | Taipeh              | 7.                  | Weitsprung          | 7,53 m              |
| 2021                | Olympische Sommerspiele     | Tokio               | 8.                  | Weitsprung          | 7,99 m              |
| 2022                | Hallenweltmeisterschaften   | Belgrad             | 12.                 | Weitsprung          | 7,74 m              |

## Persönliche Bestleistungen
Freiluft
- Weitsprung: 8,12 m, 16. Juli 2020, Savona

Halle
- Weitsprung: 8,05 m, 18. Februar 2017, Ancona